# 卡倫·基斯·雷尼
卡倫·基斯·雷尼（Callum Keith Rennie，1960年9月14日—）是加拿大的一位演員，出生在英國。他最著名的作品是自《太空堡垒卡拉狄加》中飾演Leoben Conoy角色。雷尼經常飾演反面角色。